# Shaanxi Y-8
Shaanxi Y-8 (кит. упр. 运-8) — китайский многоцелевой транспортный самолёт производства Shaanxi Aircraft Corporation. Разработан на базе советского военно-транспортного самолёта Ан-12. Имеет множество модификаций различного назначения.

## История
В 1960-х годах КНР приобрёл у СССР несколько военно-транспортных самолётов Ан-12, а затем и лицензию на их производство. Из-за разрыва советско-китайских отношений выпуск самолёта в Китае был налажен только в 1981 году.
Первые серийные самолёты собирались полностью из советских деталей или изготавливались на основе советской оснастки, и самолёты были почти полностью идентичны Ан-12. В дальнейшем самолёты получили застеклённый нос от Н-6 (китайская версия Ту-16).
Китайская версия ТВД АИ-20 получила наименование WJ6. Двигатель был доработан, увеличен ресурс до 2000 часов.
В 1984 году разработана версия Y-8X — это базовый патрульный самолёт, оснащённый мощной обзорной РЛС Litton APSO-504, разведывательной аппаратурой, фотоаппаратурой видимого и ИК диапазонов, сбрасываемыми гидроакустическими буями. На вооружении ВМС КНР имеется 8 таких машин.
В 1986 году начата разработка гражданской версии самолёта под индексом Y-8B, в 1993 году самолёт совершил свой первый полёт.

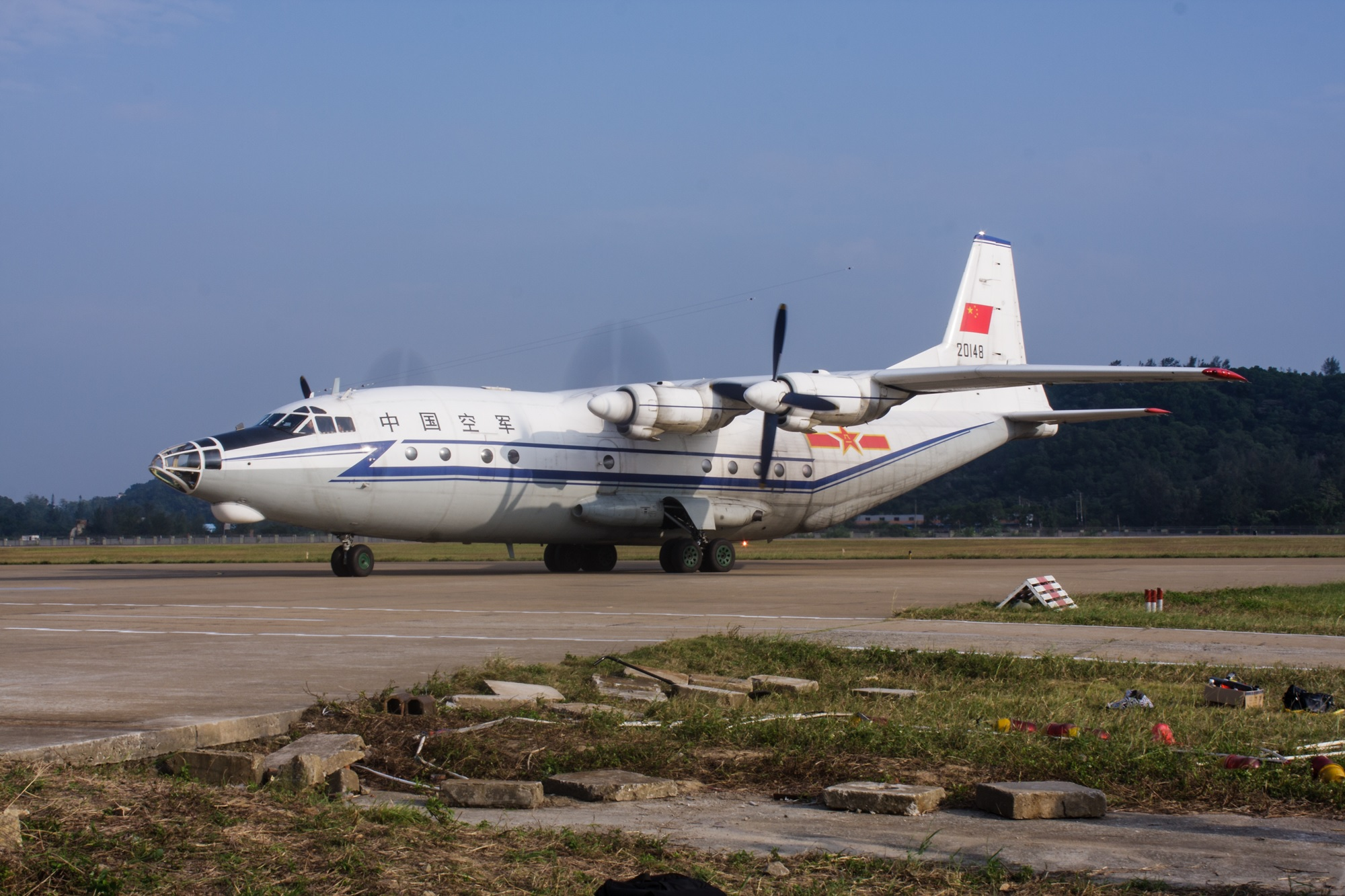
Y-8 на авиашоу в 2012 году

При непосредственном техническом содействии американской компании Lockheed в конце 1980-х годов была создана новая версия самолёта под индексом Y-8C. Он оснащался двухсекционной рампой, аналогичной установленной на С-130, а также герметизированной грузовой кабиной, новыми системами кондиционирования воздуха и кислородной системой, а также дополнительными аварийными люками. По политическим мотивам сотрудничество американских специалистов с китайскими было прекращено в 1989 году.
в 1989 году был построен самолёт-носитель БПЛА Y-8E. Данная машина предназначена для транспортировки на внешней подвеске к месту выполнения задачи двух разведывательных беспилотных самолётов типа BUAA ChangHong-1 (копия американского Ryan AQM-34 Firebee).
Разработана экспортная модификация самолёта под индексом Y-8D. Машина получила оборудование западного производства, восемь штук поставлено на экспорт.
Пассажирский вариант на 120 пассажиров называется Y-8K.
Разработана весьма оригинальная версия самолёта под названием Y-8F, с тремя палубами, предназначенная для перевозки до 350 овец.
Вариант самолёта Y-8F-100 получил более мощные двигатели, системы GPS, новые РЛС. На модификации Y-8F-200 фюзеляж был удлинён на 2,2 метра.

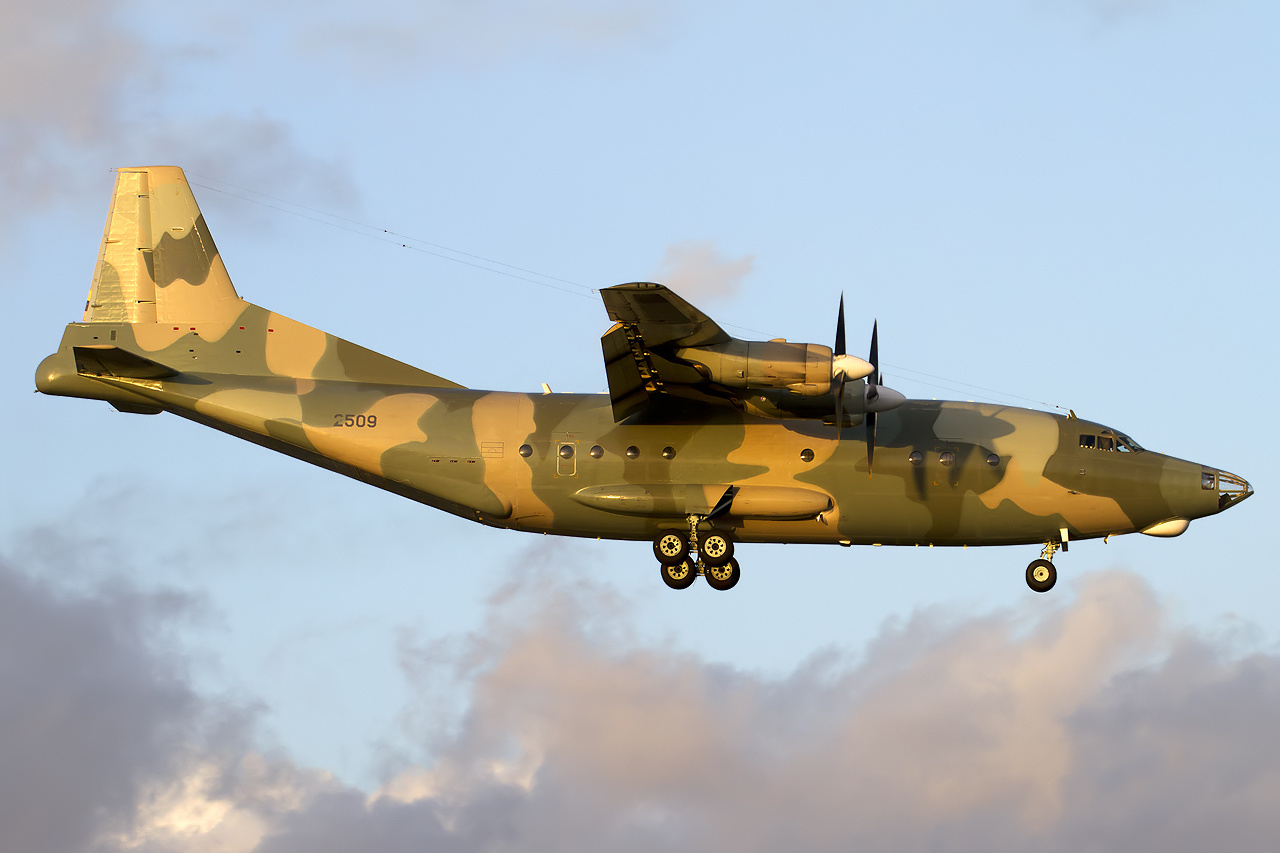
Y-8F-200 ВВС Венесуэлы

В конце 1990-х годов на базе Y-8 было создано несколько разновидностей самолётов радиоэлектронной разведки и электронного противодействия, объединённых общим названием «проект Гаоксин», но имеющих разный комплект оборудования — Y-8CB, Y-8JB.
В 2001 году КНР совместно с украинской авиастроительной компанией Антонов начал работы по проекту нового варианта самолёта Y-8F-600 под канадские турбовинтовые двигатели Pratt-Whitney, полностью обновлённое БРЭО с сокращением экипажа до 2-х человек.
На базе Y-8F200 в 2001 году построен самолёт ДРЛО KJ-200, на верхней части фюзеляжа смонтирована РЛС с активной фазированной решёткой Ericsson Erieye AESA. Второй прототип самолёта KJ-200, построенный на базе Y-8F-600, совершил первый полёт в январе 2005 года, а 3 июня 2006 года он разбился по причине обледенения, все находящиеся на борту воздушного судна 40 человек погибли.
Y-8T — воздушный командный пункт на базе Y-8F-400, построено три самолёта.
Y-8XZ — самолёт для пропаганды и ведения психологической войны. На борту имеется большое количество передающей телерадиоаппаратуры.
Самолёт ДРЛО ZDK-03, спроектирован специально для ВВС Пакистана. Оборудован РЛС кругового обзора. В конце 2011 года поставлена первая машина. Также сообщается о разработке экспортно-ориентированного самолёта ДРЛО ZDK-06.Казахстан приобрел китайские военно-транспортные самолеты Y-8F-200WA

## Технические характеристики
Размеры:
размах крыла — 38,00 м;
длина — 34,02 м;
высота — 11,6 м;
площадь крыла — 121,86 м².
- Масса самолёта пустого — 35 490 кг;

максимальная взлётная — 61 000 кг.
- Полезная нагрузка — 20 000 кг, 90 человек личного состава с полным снаряжением. (для Y-8F200 полезная нагрузка 23 тонны)
- Тип двигателя — 4хТВД WJ-6, мощностью 4250 л. с. каждый.
- Максимальная скорость — 660 км/ч;

крейсерская скорость — 550 км/ч.
- Практическая дальность — 5615 км.
- Практический потолок — 10 400 м.
- Радиус действия — 5615 км.
- Экипаж — 5 (3 или 2 человека на Y-8F-600).

## Катастрофы
| Дата       | Бортовой номер | Место            | Жертвы  | Описание происшествия |
| ---------- | -------------- | ---------------- | ------- | --- |
| 05.07.1992 | CR872          | около Джафны     | 19/19   | Сбит. |
| 18.11.1995 | CR871          | Джафна           | 5/6     | Сбит при заходе на посадку. |
| 04.01.2001 | 31242          | Чжэнчжоу         | 6+8/8   | Точные обстоятельства катастрофы не разглашались. Предположительно упал на дома из-за обледенения. В этот же день разбился борт 31243. |
| 04.01.2001 | 31243          | Чжэнчжоу         | 6+8/8   | Точные обстоятельства катастрофы не разглашались. Предположительно упал в поле из-за обледенения.                                      |
| 15.08.2002 | CR873          | Kadjuduwa Watta  | 5/5     | Разбился из-за пожара в двигателе. |
| 03.06.2006 | н.д.           | Цюйфу            | 40/40   | Модифицированная версия Y-8. Самолёт был перегружен. Разбился из-за обледенения.                                                       |
| 07.06.2017 | 5820           | Андаманское море | 122/122 | Сваливание из-за обледенения от восходящего потока.                                                                                    |
| 29.01.2018 | 30513          | Суйян            | 12/12   | Подробности неизвестны. По неофициальным данным, разбился из-за обледенения.                                                           |